# Wiesenhagen
Wiesenhagen (bis 1938 Neuendorf bei Trebbin) ist ein Ortsteil der Stadt Trebbin im brandenburgischen Landkreis Teltow-Fläming. Der Ort war bis 1997 eine selbständige Gemeinde, die vom Mittelalter bis 1822 zur Burg und Vogtei Trebbin, später zum Amt Trebbin genannt, gehörte.

## Geographische Lage
Wiesenhagen liegt rund fünf Kilometer Luftlinie südlich von der Innenstadt Trebbin entfernt. Der Ort ist von Trebbin aus über Kliestow oder Klein Schulzendorf zu erreichen. Wiesenhagen liegt im südlichen Teil des Gemeindegebietes von Trebbin. Im Norden grenzt die Gemarkung Wiesenhagen an Kliestow und Klein Schulzendorf und im Nordosten an Lüdersdorf, alle drei Orte sind Ortsteile der Stadt Trebbin. Im Süden und Westen grenzt Wiesenhagen an die Gemarkung Schöneweide (Ortsteil der Gem. Nuthe-Urstromtal).
Auf der Gemarkung liegen die Wohnplätze Forsthaus Altlenzburg und Forsthaus Lenzburg.

## Geschichte und Etymologie

### 13. bis 16. Jahrhundert
Der Ort hieß bis 1938 Neuendorf, gelegentlich auch mit dem Zusatz Neuendorf bei Trebbin. Er wird 1375 im Landbuch Karls IV. erstmals urkundlich genannt. Das Dorf gehört damals zur Burg bzw. Vogtei Trebbin. Der Name ist selbstredend deutschen Ursprungs im Sinne von ein neuangelegtes Dorf. Die ursprüngliche Dorfform war ein Runddorf. Runddörfer oder Rundlinge wurden vor allem im 12./13. Jahrhundert im Kontaktbereich von slawischen und deutschen Siedlern als Plansiedlung unter deutscher Herrschaft angelegt. Schon der Name „Neuendorf“ impliziert, dass es sich um ein neuangelegtes Dorf handelte, vermutlich unter Aufgabe älterer kleinerer Siedlungen oder um eine völlige Neuanlage, denn slawische Siedlungen sind auf der Gemarkung bisher nicht nachgewiesen. Die Rundlinge zeichnen sich gegenüber den späteren, von (überwiegend) deutschen Siedler angelegten Angerdörfern durch wenige, aber große Hufen mit entsprechend höheren Abgaben aus. Der Lehnschulze hatte im Allgemeinen zwei Hufen, die übrigen Bauern je eine Hufe. Die Dörfer hatten ursprünglich auch keine Kirchen, sondern waren kirchlich an eine Großparochie angegliedert.
Nach dem Landbuch Karls IV. von 1375 hatte das Dorf zehn Hufen, davon hatte der Lehnschulze zwei Hufen, ein Lehnmann eine Hufe und die übrigen zehn Bauern ebenfalls je eine Hufe. Die zehn Bauernhufen gaben je fünf Scheffel Roggen und fünf Scheffel Hafer an die Burg und Vogtei Trebbin. An Bede war ein Schock breite Groschen fällig. Jedes Haus, ausgenommen war davon der Lehnschulze und der Lehnmann, musste zudem ein Rauchhuhn abliefern. Der Schulze musste einen halben Schock Groschen bezahlen, der Lehnmann 13½ Groschen. Im Jahr 1403 wurde lapidar von dem „Dorf, zur Burg Trebbin gehörig“ ohne weitere Angaben berichtet, ebenso 1505 als „Dorf im Amt Trebbin“. 1561 wurde durch den Amtshauptmann aus Trebbin eine neue Schäferei von „17 Gebind“ in der Heide vor Neuendorf errichtet.

### 17. Jahrhundert
Der Dreißigjährige Krieg scheint den Ort schwer getroffen zu haben, denn: Im Jahr 1624 gab es zwölf Hufner, drei Kossäten und einen Hirten. 1652 war der Hof des Lehnschulzen verweist und auch drei der Einhüfner lagen wüst. Ein Hof war dem Schäfer zur Nutzung gegeben worden, von einem anderen Hof stand noch ein Spieker, in dem der Leineweber wohnte. Alle drei Kossätenhöfe waren unbewohnt und unbewirtschaftet.

### 18. Jahrhundert
Erst 1704 waren wieder alle Bauern- und Kossätenhöfe besetzt und bewirtschaftet. Es gab mittlerweile zehn Einhufner sowie drei Kossäten „mit kleinen Gärten und etwas Acker“ sowie den Hirten. 1719 wurde im Nutheknie gegenüber von Märtensmühle südwestlich des Ortskerns von Wiesenhagen ein Teerofen angelegt, später auch Hopfwinkel genannt. 1745 wird erstmals ein Krug und außerhalb des Dorfes eine Schmiede genannt, ebenso ein Hammelstall in der königlichen Heide. 1757 wurde ein Leineweber, ein Schneider, der zugleich Schulmeister war und vier Einlieger erwähnt. Hinzu kamen der Schulze, der nach wie vor zwei Hufen bewirtschaftete sowie elf Bauern mit je einem Hufen. 1771 hatte der Ort „15 Giebel“ (=Wohnhäuser); es gab den Hirten, dreieinhalb Paar Hausleute sowie die Gemarkung mit 13 Hufen, die jede acht Groschen Abgaben kostete.

### 19. Jahrhundert

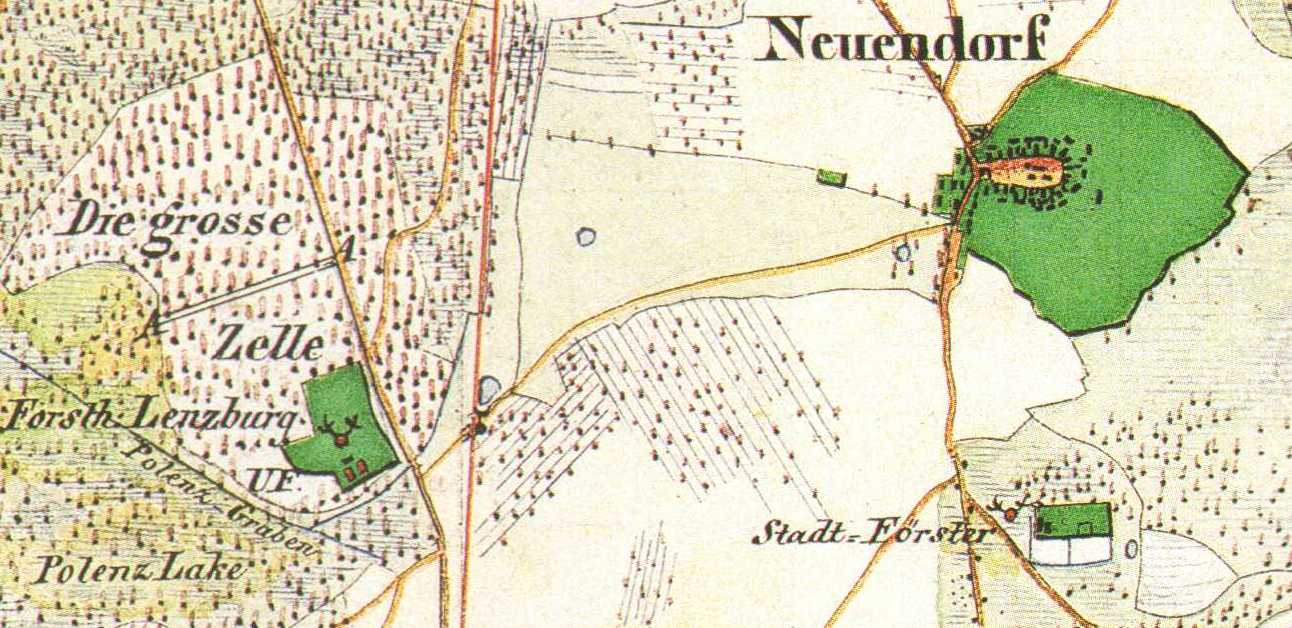
Wiesenhagen („Neuendorf“) auf dem Urmesstischblatt von 1840

1801 existierten in Wiesenhagen 30 Feuerstellen (=Haushalte). Darunter sind nun 12 Büdner und 9 Einlieger sowie 12 Ganzbauern und drei Ganzkossäten. 1817 wurden erstmals das Forsthaus Lenzburg (später Alt-Lenzburg) sowie das Etablissement Pechhütte dokumentiert. 1840 lagen außerhalb des Dorfes der Hammelstall und die Etablissements Lenzburg und Pechhütte; in Wiesenhagen standen zu dieser Zeit 35 Wohnhäuser. 1858 wird letzteres Etablissement Hopfwinkel genannt. Es gab 15 Hofeigentümer mit 27 Knechten und Mägden, dazu kamen 15 nebengewerbliche Landwirte mit drei Knechten und Mägden sowie 17 Arbeiter. In Wiesenhagen gab es 31 Besitzungen. Eine war 501 Morgen groß, 14 weitere zwischen 30 und 300 Morgen (zusammen 3119 Morgen), zwei zwischen 5 und 30 Morgen (zusammen 22 Morgen) sowie 14 unter 5 Morgen (zusammen 31 Morgen). Im Ort hatten sich einige Gewerke niedergelassen, darunter ein Schneidermeister mit einem  Gesellen sowie sechs Zimmergesellen. Außerdem gab es einen Beamten, einen Rentier (=Rentner) und zwei Arme. 1860 gab es ein öffentliches, 39 Wohn- und 68 Wirtschaftsgebäude, darunter eine Getreidemühle im Ort.

### 20. und 21. Jahrhundert

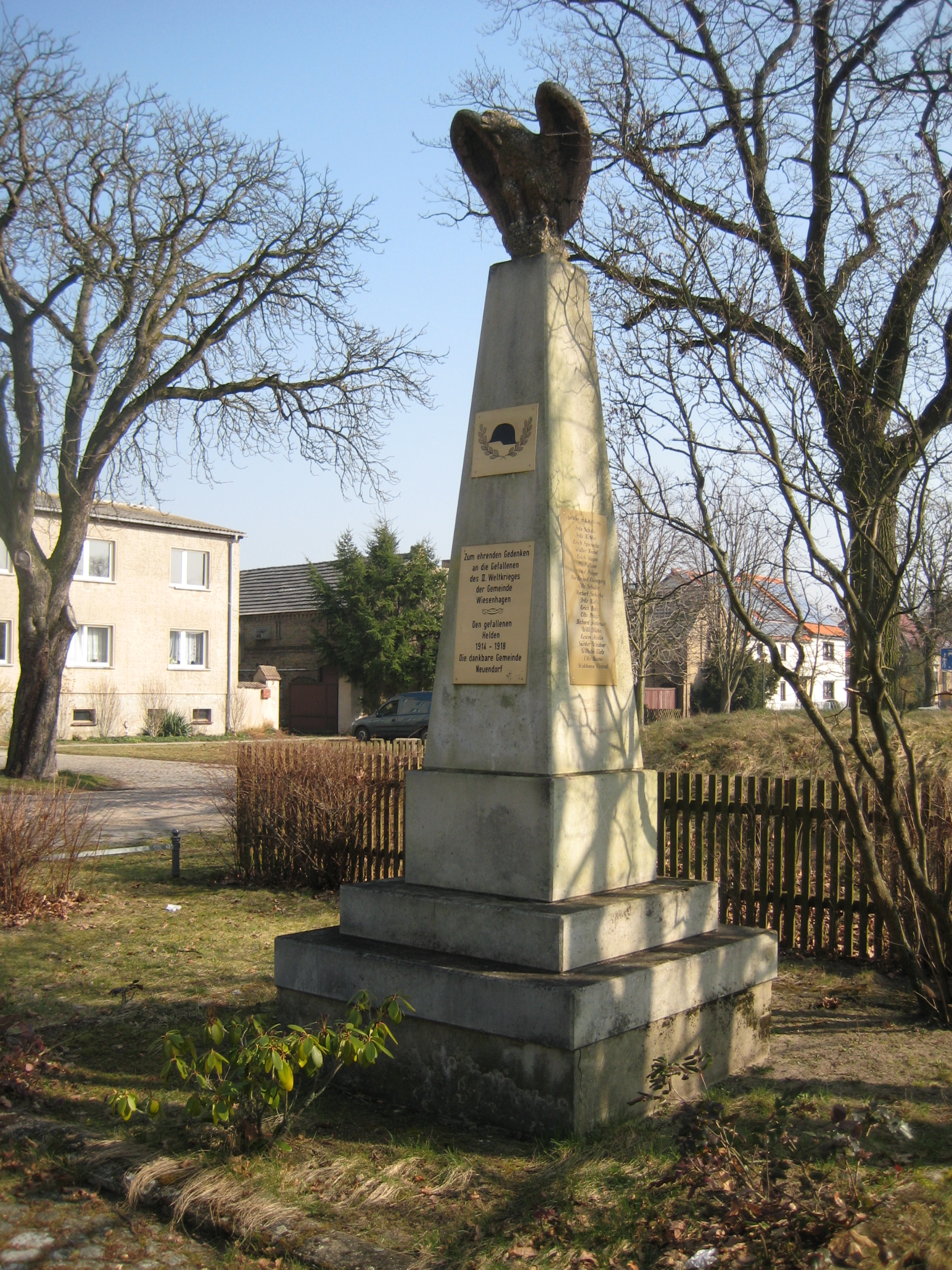
Weltkriegsdenkmal

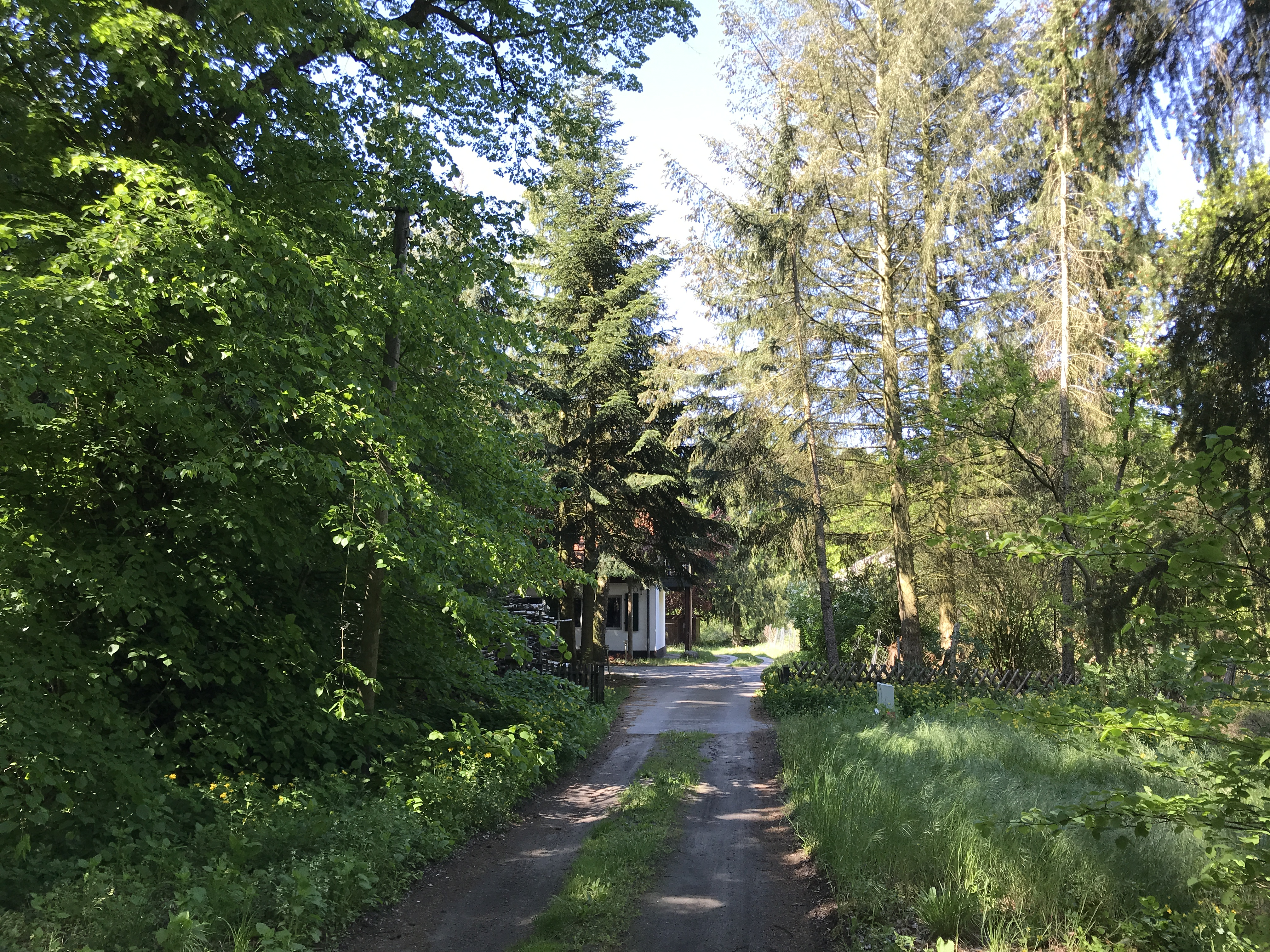
Forsthaus Alt Lenzburg

1900 war der Ort auf 73 Häuser angewachsen, 1931 standen 77 Wohnhäuser. Im Jahr 1929 wurden Teile des Gutsbezirks Lenzburger Forst mit den Forsthäusern Lenzburg und Birkhorst eingemeindet. Im Jahr 1932 bestand die Gemeinde Wiesenburg mit den Wohnplätzen Forsthäuser Birkhorst, Lenzburg und Trebbin.
Nach dem Zweiten Weltkrieg wurden 19 ha vom Kummerdorfer Forst enteignet und aufgeteilt. Zehn Bauern erhielten maximal einen Hektar Land, zusammen acht Hektar. Acht weitere Bauern erhielten zwischen einem und fünf Hektar, zusammen elf Hektar. 1953 entstand die erste LPG vom Typ III, die 1956 mit 19 Mitgliedern 154 ha landwirtschaftliche Nutzfläche bewirtschaftete. 1960 hatte die LPG 108 Mitglieder und 582 ha landwirtschaftliche Nutzfläche. 1971 schlossen sich die LPG Lüdersdorf, Klein Schulzendorf und Wiesenhagen zusammen. Sitz der neuen LPG war in Klein Schulzendorf. Im Jahr 1973 bestanden im Ort die LPG sowie das Forsthaus Lenzburg der Oberförsterei Trebbin.
| Jahr | Einwohner                                  |
| ---- | ------------------------------------------ |
| 1624 | ca. 70–80 (12 Bauern, 3 Kossäten, 1 Hirte) |
| 1734 | 102                                        |
| 1772 | 146                                        |
| 1801 | 189                                        |
| 1817 | 208                                        |
| 1840 | 247                                        |
| 1858 | 309                                        |
| 1895 | 361                                        |
| 1925 | 420                                        |
| 1939 | 373                                        |
| 1946 | 467                                        |
| 1964 | 338                                        |
| 1971 | 292                                        |
| 1981 | 257                                        |
| 1991 | 239                                        |
| 1996 | 262                                        |

### Politische Geschichte
Neuendorf, das spätere Wiesenhagen gehörte seit dem Mittelalter zur Burg und Vogtei Trebbin, die später Amt Trebbin genannt wurde. 1822 wurde das Amt Trebbin aufgelöst und mit dem Amt Zossen zusammengelegt. Das Amt Zossen wurde 1872 aufgelöst. Die Vogtei Trebbin wurde traditionell zum Teltow gerechnet, obwohl die Talsandinsel Trebbin durch Nuthe und Nuthegraben vom eigentlichen Teltow getrennt ist. Mit Ausbildung der Kreise im 16. Jahrhundert kam Trebbin (und damit auch Neuendorf/Wiesenhagen) zunächst zum Beritt Teltow, später Kreis Teltow. Mit der Kreisreform von 1952 wurde der alte Kreis Teltow aufgelöst, Trebbin und Wiesenhagen kam zum neuen Kreis Luckenwalde (1990 bis 1993: Landkreis Luckenwalde). Dieser wurde 1993 mit den Kreisen Jüterbog und Zossen zum neuen Landkreis Teltow-Fläming zusammengelegt. 1992 mit Beginn der Ämterverwaltung in Brandenburg schloss sich Wiesenhagen mit elf anderen kleinen Gemeinden und der Stadt Trebbin zum (neuen) Amt Trebbin zusammen. Zum 31. Dezember 1997 schlossen sich die Gemeinden Glau, Kliestow, Wiesenhagen und die Stadt Trebbin zur neuen Stadt Trebbin zusammen. Wiesenhagen ist seither ein Ortsteil der Stadt Trebbin. Das Amt Trebbin wurde 2003 aufgelöst, die Stadt amtsfrei.

### Kirchliche Verhältnisse
Wiesenhagen hatte nie eine Kirche, sondern war immer eingepfarrt in Trebbin. Jede der ursprünglich 13 Hufen musste an den Trebbiner Pfarrer einen Scheffel Roggen geben, das sog. Scheffelkorn.

## Denkmale
Die Denkmalliste des Landes Brandenburg Landkreis Teltow-Fläming verzeichnet für Wiesenhagen kein Baudenkmal.

### Bodendenkmale
Dagegen liegen sechs Bodendenkmale ganz oder teilweise auf der Gemarkung Wiesenhagen.
- Nr. 130895 Im Grenzzwickel der Gemeinden Liebätz, Schöneweide und Wiesenhagen: ein Rast- und Werkplatz der Steinzeit
- Nr. 131252 Schöneweide (Flur 9)/Wiesenhagen (Flur 5): ein Rast- und Werkplatz des Mesolithikum, eine Siedlung der Urgeschichte
- Nr. 130166 Flur 1: der Dorfkern des Mittelalters und der Neuzeit
- Nr. 131085 Flur 2: eine Siedlung der Urgeschichte
- Nr. 131250 Flur 5: eine Siedlung der Urgeschichte
- Nr. 131251 Flur 5: ein Rast- und Werkplatz des Mesolithikum

### Naturdenkmal

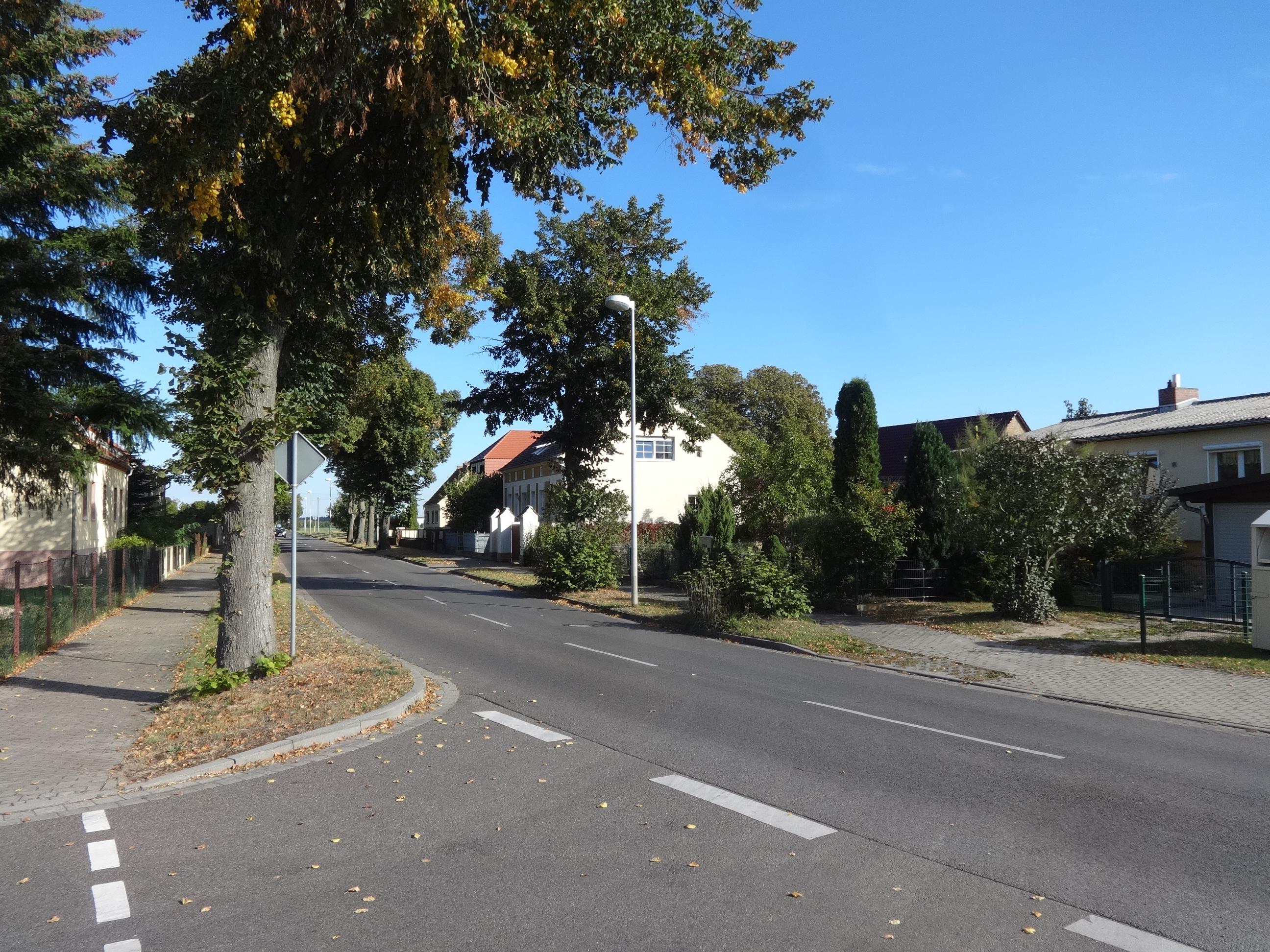
Dorfstraße

Eine Eiche auf dem Dorfanger ist wegen ihrer Ortsbild prägenden Schönheit als Naturdenkmal geschützt.

## Belege